# نخل لرزانک کرکی کوتوله
نخل لرزانک کرکی کوتوله (نام علمی: Butia microspadix) نام یک گونه از سرده نخل‌های پرسان است.